# Hercostomus itineris
Hercostomus itineris är en tvåvingeart som beskrevs av Grichanov 2004. Hercostomus itineris ingår i släktet Hercostomus och familjen styltflugor.
Artens utbredningsområde är Kamerun. Inga underarter finns listade i Catalogue of Life.